# Tavullia
Tavullia település Olaszországban, Marche régióban, Pesaro és Urbino megyében. Lakosainak száma 7888 fő (2023. január 1.). Tavullia Gradara, Montecalvo in Foglia, Montegridolfo, Montelabbate, Pesaro, Saludecio, San Giovanni in Marignano, Vallefoglia és Mondaino községekkel határos.

## Népesség
A település lakossága az elmúlt években az alábbi módon változott:
| Lakosok száma | 7987 | 7961 | 7888 |
|               | 2017 | 2018 | 2023 |